# Konstantinos Kaimakoglou
Konstantinos Kaimakoglou (griechisch Κωνσταντίνος Καϊμακόγλου; * 15. März 1983 in Piräus, Griechenland) ist ein ehemaliger griechischer Basketballspieler.

## Karriere
Konstantinos Kaimakoglou begann seine Profikarriere 2002 beim Athener Verein Niar Ist. Zur Saison 2004/2005 Wechselte er zu Marousi Athen, wo er für fünf Jahre spielte und in der Saison 2009/2010 in der EuroLeague debütierte. Zwischen 2010 und 2012 stand er beim Spitzenverein Panathinaikos Athen unter Vertrag. Mit Panathinaikos konnte Kaimakoglou neben der griechischen Meisterschaft und dem Pokalwettbewerb auch die EuroLeague gewinnen. Seit 2012 spielt er beim russischen Verein UNICS Kazan.

## Nationalmannschaft
Seinen größten Erfolg bei den Juniorennationalmannschaften erzielte Kaimakoglou 2002 mit der Gewinn der U-20 Europameisterschaft. Seit 2009 gehört er zur Herrenauswahl Griechenlands. Im gleichen Jahr nahm er an der Europameisterschaft in Polen teil und konnte dort die Bronzemedaille gewinnen.

## Erfolge
- Griechischer Meister: 2011
- Griechischer Pokalsieger: 2012
- Russischer Pokalsieger: 2014
- EuroLeague: 2011
- Bronze-Medaille bei der Europameisterschaft: 2009
- Goldmedaille bei der U20-Europameisterschaft: 2002

## Auszeichnungen
- Teilnahmen am griechischen All Star Game: 2010
- Teilnahme an Weltmeisterschaften: 2010
- Teilnahmen an Europameisterschaften: 2009, 2011, 2013, 2015
- Teilnahmen am griechischen All Star Game: 2011